# Štajerski tednik
Štajerski tednik (prej znan kot Naše delo, Ptujski tednik in Tednik) je regionalni tedenski časopis z sedežem na Ptuju, ki je bil ustanovljen leta 1948. Časopis je večkrat spremenil svoje ime. Trenutno izhaja po dvakrat tedensko (v torek in petek), pokriva pa širši ptujski okoliš, to so vse manjše občine, ki so se kasneje odcepile od nekdaj velike ptujske občine. Je vodilni časopisa Spodnjega Podravja in Prlekije.
Povprečna naklada časopisa je okrog 12,000 izvodov, ki pokriva več kot 70.000 ljudi.

## Zgodovina

### 1948−1950: Naše delo
17. julija 1948 je izšla prva številka časopisa "Naše delo", predhodnik današnjega časopisa. Sprva (prvih 26 številk) je časopis izhajal le dvakrat mesečno in sicer ob četrtkih, zadnjič 16. junija 1949. Potem je od 1. julija 1949 je začel izhajati enkrat tedensko, a po novem ob petkih.
V letu 1950 je časopis izhajal samo v prvi polovici leta (zadnjič 23.6.), v drugi polovici zaradi tehničnih težav ni izhajal.

### 1951−1961: Ptujski tednik
5. januarja 1951 je po pol leta neizdajanja časopisa Naše delo zaradi tehničnih ovir, začel spet oddajati časopis pod novim imenom "Ptujski tednik", saj je tako končal zmedo z prejšnjim imenom, ki so ga imeli trije istoimenski lokalni časopisi. Zadnja št. pod tem imenom je izšla 17. novembra 1961.
V skoraj 11 letih izdajanja pod tem imenom je bilo izdanih skupaj 548 številk tega časopisa. Izhajal je enkrat tedensko, vselej ob petkih.

### 1961−2003: Tednik
24. novembra 1961 je časopis začel izhajati pod novim skrajšanim imenom "Tednik", ki je do 27. decembra 1968 izhajal enkrat tedensko ob petkih. Od 9. januarja 1969 pa do 24. februarja 2005 je izhajal enkrat tedensko ob četrtkih. V 33 letih pod tem imenom je bilo izdanih 2102 številk.

### 2003−2005: Štajerski tednik
13. marca 2003 je začel izhajati pod  trenutnim imenom. Vse do 24. februarja 2005 je izhajal enkrat tedensko, še zmeraj ob četrtkih.

### 2005: Začne izhajati dvakrat tedensko
Od 1. marca 2005 časopis izhaja dvakrat tedensko (ne več v četrtek); ampak v torek (bolj ohlapno) in petek (se poroča bolj obširno).

## Izdaja
Izdaja časopisa po vseh letih, različnih imenih, datumih in vseh do zdaj izdanih številkah.
| Ime                                                        | Obdobje                                                         | Dan izida    | Številk | Opomba       |
| ---------------------------------------------------------- | --------------------------------------------------------------- | ------------ | ------- | ------------ |
| »Naše delo«                                                | 17. julij 1948 – 16. junij 1949                                 | petek        | 26      | 2 x mesečno  |
| »Naše delo«                                                | 1. julij 1949 – 23. junij 1950                                  | četrtek      | 51      | 1 x tedensko |
| »Naše delo«                                                | med 30.6 in 28.12.1950 časopis ni izhajal zaradi tehničnih ovir |              |         |              |
| »Ptujski tednik«                                           | 5. januar 1951 – 17. november 1961                              | petek        | 548     | 1 x tedensko |
| »Tednik«                                                   | 24. november 1961                                               | petek        | 2102    | 1 x tedensko |
| »Tednik«                                                   | 8. december 1961 – 27. december 1968                            | petek        | 2102    | 1 x tedensko |
| »Tednik«                                                   | 9. januar 1969 – 6. marec 2003                                  | četrtek      | 2102    | 1 x tedensko |
| »Štajerski tednik«                                         | 13. marec 2003 – 24. februar 2005                               | četrtek      | 2112    | 1 x tedensko |
| »Štajerski tednik«                                         | 1. marec 2005 – 27. december 2024                               | torek, petek | 2112    | 2 x tedensko |
| »Štajerski tednik«                                         | 3. januar 2025 – 21. marec 2025                                 | torek, petek | 23      | 2 x tedensko |
| DO VKLJUČNO 21. MARCA 2025 JE IZŠLO SKUPNO ŽE 4862 ŠTEVILK |                                                                 |              |         |              |

## Priloge
- Tv Okno (tv vodnik)
- Avtomobilizem (marec, oktober)
- Kakovost bivanja (marec, september)
- Gremo na počitnice (junij)
- Kam v šolo (februar, avgust)
- Kronika (december)
- Čvek v križankah (torkova številka)
- Stop (petkova številka)